# Rainbow Lake
Rainbow Lake är en ort i Kanada.   Den ligger i provinsen Alberta, i den centrala delen av landet, 3 300 km väster om huvudstaden Ottawa. Rainbow Lake ligger 544 meter över havet och antalet invånare är 870.
Terrängen runt Rainbow Lake är huvudsakligen platt, men norrut är den kuperad. Terrängen runt Rainbow Lake sluttar söderut. Trakten runt Rainbow Lake är nära nog obefolkad, med mindre än två invånare per kvadratkilometer..
I omgivningarna runt Rainbow Lake växer i huvudsak barrskog.